# ダイヤモンド (大石昌良の曲)
『ダイヤモンド』は、大石昌良のソロ5作目のシングル。2010年12月に発売された。

## 概要
前作『幻想アンダーグラウンド』から約1年ぶりのリリース。今作は全国流通はされず、ライブツアー会場にて限定で発売された。
ジャケットには「オーイシマサヨシ」と記載されているが、大石昌良名義でのシングル作品となっている。
4thアルバム『マジカルミュージックツアー』発売に伴い、2012年12月5日に「鍵っ子ノエル」が配信限定シングルとしてアルバムに収録されるリテイク音源でリリースされた。

## 収録曲
全作詞・作編曲：大石昌良
1. ダイヤモンド [5:38]
2. 鍵っ子ノエル [4:43]

## 収録アルバム
- 君に聞かせる物語（#1）[3]
- マジカルミュージックツアー（#2）[4][5]